# SOFA (evento)
SOFA: conocido como Salón del Ocio y la Fantasía es una feria anual de pasatiempos y entretenimiento, celebrada en Bogotá (Colombia), la cual congrega a comunidades involucradas con los videojuegos, la ciencia ficción, los juegos de rol y estrategia, el cómic, la literatura fantástica, el manga, el anime y el cosplay.

## Historia

### SOFA 2009

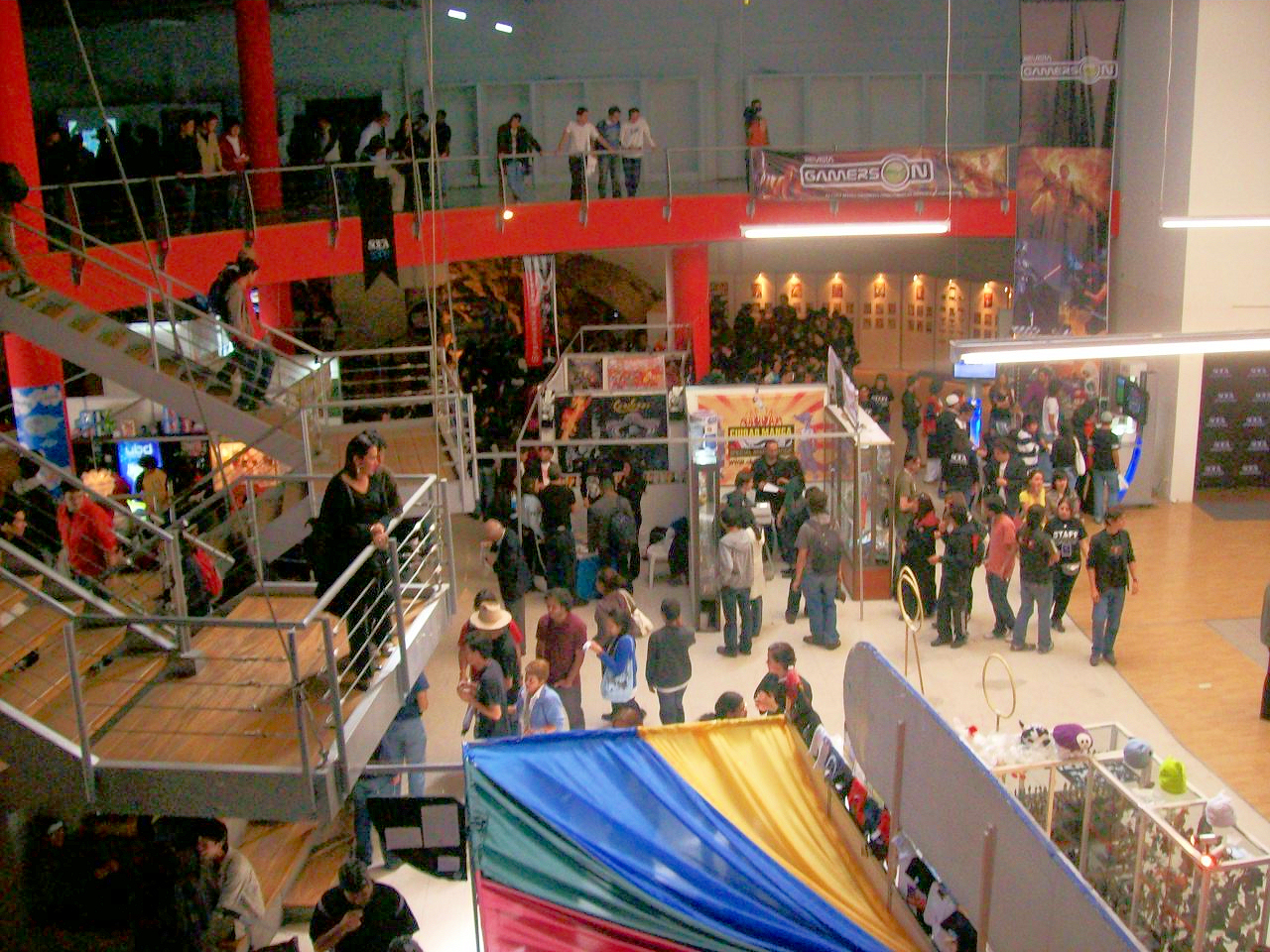
SOFA 2009.

La primera edición se llevó a cabo del 23 al 26 de abril de 2009 en Bogotá en el Centro Comercial Bima. Contó con invitados internacionales como la cosplayer italiana Francesca Dani, quien a su vez participó como jurado para el concurso de cosplay (atendido allí mismo) y los actores de doblaje mexicanos Mario Castañeda y Cristina Hernández. El evento albergó a 4 mil asistentes.

### SOFA 2010
SOFA 2010 se realizó desde el 14 hasta el 17 de octubre de 2010 en Corferias. Se llevó a cabo la inclusión de nuevas temáticas como el tatuaje y el body art, Internet y multimedia, radiocontrol, entre otros. y contando como invitada especial de cosplay a Lillyxandra. El evento albergó a 19.600 visitantes.

### SOFA 2011
La tercera versión del SOFA se realizó desde el 6 hasta el 9 de octubre de 2011 en Corferias. En esta versión se definió que la temática del evento abarcaría toda la cultura del tiempo libre y la industria creativa. Como invitados especiales se contó con la actriz de doblaje Laura Torres y la invitada de Cosplay Riddle. Contó con 100 expositores y 27.000 visitantes.

### SOFA 2012
La cuarta versión del SOFA se realizó desde el 28 de octubre hasta el 1° de noviembre de 2012 en Corferias. En esta versión los invitados especiales fueron el actor de doblaje Lalo Garza y la conocida cosplayer y Community Manager de Cristal Dynamics Meagan Marie. El evento logró la visita de 58.500 espectadores aproximadamente.

### SOFA 2013
Se realizó desde el 14 hasta el 17 de octubre de 2013 en Corferias. En la quinta versión se encontrarán más de 150 eventos incluyendo coreografías de K-pop, festival de robótica, juegos de video, paintball, deportes extremos, la participación de las actrices de doblaje Cristina Hernández y Patricia Acevedo, las cosplayer norteamericanas Lindze ala Mode y Jenny Barclay y actividades para los más pequeños; además de los ya tradicionales concurso de cosplay y exposiciones de arte y tecnología relacionada con el ocio y la fantasía. Logró un alza de expectación en más de un 250% tras lograr reunir 119.800 visitantes.

### SOFA 2014
Tras una increíble cuota de 120.000 visitantes, se realizó la sexta versión de SOFA desde el 16 hasta el 19 de octubre en Corferias. En esta ocasión se expandieron las zonas de entretenimiento a 16 y se tuvo como invitada a la cosplayer y artista costarricense Ángela Bermúdez. y los actores mexicanos de doblaje Alfonso Obregón Inclán y Laura Torres Torres. La sexta versión logró el récord de 141.000 visitantes en un total de cinco días.

### SOFA 2015
En esta edición se realizó desde el 29 de octubre hasta el 2 de noviembre en Corferias, con la presencia de invitados como los cartonistas Jours De Papier con su popular tira cómica, los actores de doblaje mexicano Dulce Guerrero, Carlos Segundo y Marcos Patiño; también estuvo el cantante anisong mexicano César Franco y se exhibieron el jeep de jurassic park y pokémon realistas. Además contó con la presencia de las reconocidas cosplayers Enji Night, y Cassidy de Hungría.

### SOFA 2016
27 al 30 de octubre en Corferias.

### SOFA 2017
12 al 16 de octubre en Corferias.

### SOFA 2018
11 al 15 de octubre en Corferias.

### SOFA 2019 (SOFA X)
Se celebraron los 10 años de SOFA durante el 10 al 14 de octubre en Corferiasy contó con invitados nacionales e internacionales como la actriz de televisión y de voz caleña Carolina Ravassa, las cosplayers Pugoffka (Ucrania) y Giu Hellsing (Brasil), así como las actividades culturales y del ocio propias del evento.

#### World Cosplay Summit
Gracias a la previa y extensa gestión de SOFA, el domingo 13 de octubre de 2019 en el auditorio de Corferias, Colombia participó por primera vez en la selección de un equipo representante ante el World Cosplay Summit (WCS), el campeonato máximo de cosplay a nivel mundial realizado anualmente en Nagoya (Japón). Si bien el dueto originario de Bucaramanga 'Project Fantasy Cosplay' ocupó su derecho a participar para el próximo certamen nipón, no fue sino hasta la edición del WCS de 2023 que contaron con la oportunidad de competir debido a las complicaciones logísticas ocasionadas por la pandemia del COVID-19.

### SOFA 2021 (SOFA The Exhibition)
Tras el cierre de los eventos públicos por las medidas implementadas para contener la pandemia de Covid 19 en marzo de 2020, se pospuso el certamen para los días 14 a 18 de octubre de 2021 en el cual impulsa el sector creativo y de entretenimiento con los protocolos de bioseguridad en el cual distintas exposiciones se dividieron a modo museo, muestras de objetos y trajes fantásticos, videojuegos, arte moderno e interacción infantil.

### SOFA 2022
En esta ocasión se celebraron diversas exposiciones, sobre todo en homenaje al anime japonés, e inaugurando el espacio Cosplay City como zona de exhibición y encuentro entre cosplayers, así como espacios para el género del stand up comedy y conferencias con actores de doblaje como Elizabeth Infante, Laura Torres, Magdalena León, Juan Carlos Tinoco y Marcos Patiño, superando la asistencia a más de 220 mil personas.

### SOFA 2023
Se celebró entre 12 y el 16 de octubre en Corferias con invitados internacionales tales como los animadores Pol Villà y Liron Topaz, ilustradores de la talla de Sarah Andersen (Estados Unidos), Adaan Li Guampe/'Dulce de Rata' (Colombia) y Alejandra Gámez (México), los actores de doblaje mexicanos Jessica Ángeles y Arturo Castañeda y la cosplayer francesa Cinderys Artjunto al colectivo Young Friki Cosplay desde Ecuador.

### SOFA 2024

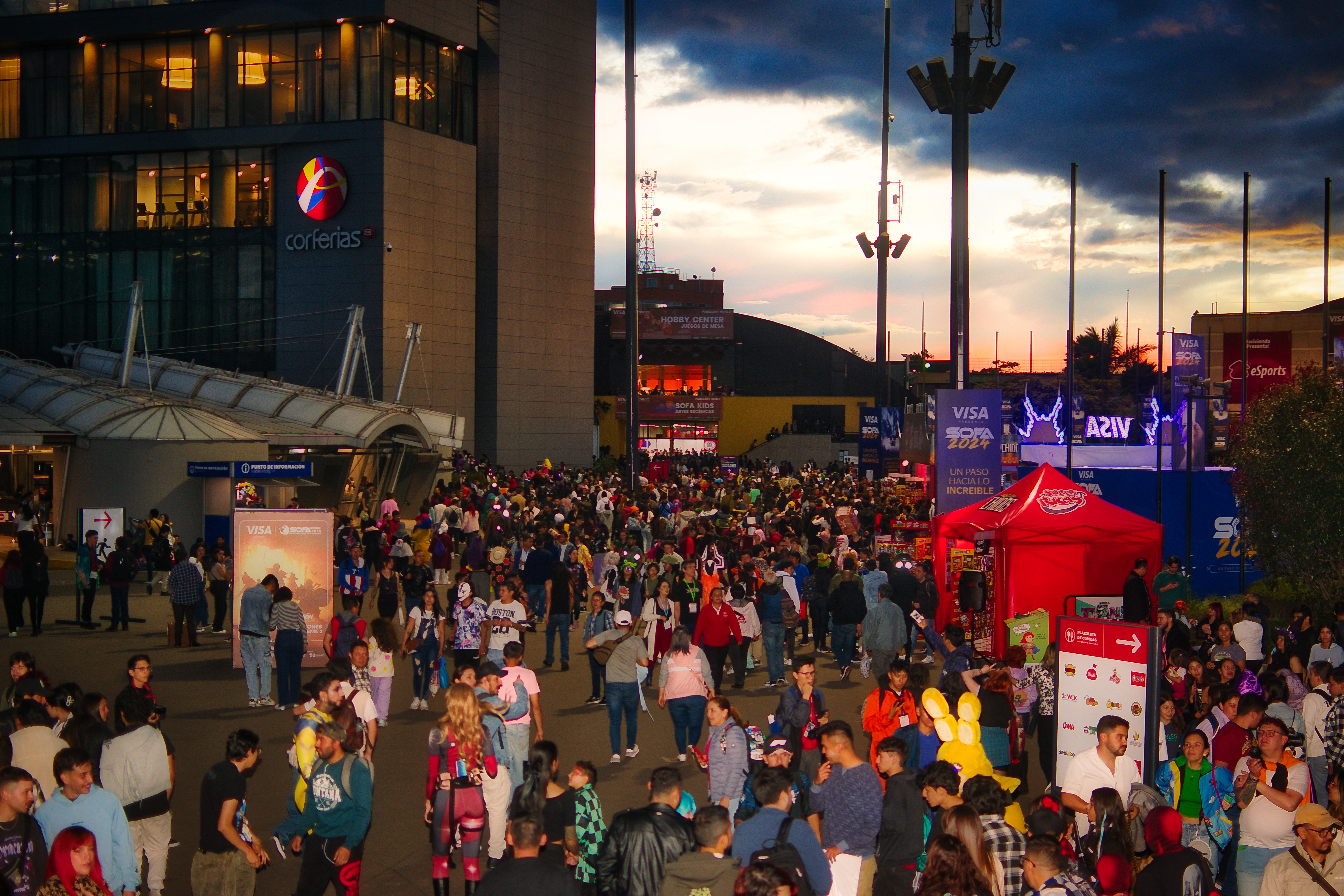
Público asistente en SOFA 2024

Desde el 10 hasta el 14 de octubre se celebraron en Corferias los quince años de SOFA bajo el lema "El Año del Dragón", entre exhibiciones comerciales, presentaciones musicales encabezadas por el solista chileno Tricker, espacios para el cosplay y las eliminatorias locales del World Cosplay Summit (WCS), realizadas por segunda vez en Colombia en el auditorio del recinto ferial. Entre los invitados se destacaron la ilustradora Sara Varon, los cosplayers Eliza (Chile), Chris González y Lorraine (México), Kauê Soares, Tainá Marjore y Kelvin D. Souza (Brasil), Lord Christ (Costa Rica), así como el fundador y CEO del WCS, Tokumaru Oguri.

## Actividades
Las actividades se dividen en diversas categorías, entre las que se encuentran:
- SOFA Gamers
- SOFA Platino
- SOFA Tech
- SOFA Extremo
- SOFA Stage
- SOFA Hobby center
- Circo SOFA
- SOFA X
- Auditorio SOFA
- SOFA Emprende
- SOFA Natura
- SOFA Kids
- SOFA K-pop
- Cosplay City
- Las Cámaras del Dragón
- Pasarela Ecléctica[21]